# فالمدريد
بلدية فالمدريد (بالإسبانية: Valmadrid) هي بلدية تقع في مقاطعة سرقسطة التابعة لمنطقة أراغون شمال شرق إسبانيا.

## الديموغرافيا
بلغ عدد سكان بلدية فالمدريد 106 نسمة عام 2011 (وفقاً للمعهد الوطني الإسباني للإحصاء).
| 63 | 68 | 64 | 92 | 96 | 102 | 106 |